# Beaumont (Yonne)
Beaumont is een gemeente in het Franse departement Yonne (regio Bourgogne-Franche-Comté) en telt 529 inwoners (1999). De plaats maakt deel uit van het arrondissement Auxerre.

## Geografie
De oppervlakte van Beaumont bedraagt 6,6 km², de bevolkingsdichtheid is 80,2 inwoners per km².
De onderstaande kaart toont de ligging van Beaumont (Yonne) met de belangrijkste infrastructuur en aangrenzende gemeenten.

## Demografie
Onderstaande figuur toont het verloop van het inwonertal (bron: INSEE-tellingen).